# Rosarno
Rosarno ist eine italienische Stadt in der Metropolitanstadt Reggio Calabria in Kalabrien mit 14.419 Einwohnern (Stand 31. Dezember 2023).

## Geografie
Rosarno liegt 62 km nordöstlich von Reggio Calabria an der Grenze zur Provinz Vibo Valentia. Der Ort liegt auf einem Hügel oberhalb der Ebene von Gioia am Rande der Serre Calabresi. Das Gemeindegebiet wird von dem Fluss Mèsima durchquert, der in der Markung ins Tyrrhenische Meer mündet.
Zur Gemeinde gehören die Ortsteile Bosco, Crofala, Scattarreggia, Testa dell'Acqua und Zimbario.
Die Nachbargemeinden sind Candidoni, Cittanova, Feroleto della Chiesa, Gioia Tauro, Laureana di Borrello, Melicucco, Nicotera (VV), Rizziconi, San Ferdinando.

### Verkehr
Rosarno hat einen eigenen Anschluss an der A2 Autostrada del Mediterraneo. Es hat ebenfalls einen eigenen Bahnhof an der Bahnstrecke Salerno-Reggio Calabria. In Rosarno zweigt die Nebenbahn entlang der Küste nach Tropea und Lamezia Terme ab.

## Wirtschaft
Die Stadt ist ein Handels- und Landwirtschaftszentrum. Angebaut werden zum größten Teil Zitrusfrüchte, aber auch Kiwi.

## Geschichte
Rosarno geht auf die griechische Kolonie Medma zurück, die etwa vom 6. Jahrhundert v. Chr. bis zum 2. Jahrhundert n. Chr. bestand. Das mittelalterliche Rosarno wurde erst wieder im Jahr 1037 erwähnt. Es hatte eine Bedeutung als Castrum zum Schutz der vorgelagerten Ebene. 1783 wurde der Ort von einem Erdbeben fast völlig zerstört. König Ferdinand IV. ließ die Stadt wieder aufbauen. Rosarno wurde 2004 vom Präsidenten der Republik zur Stadt erhoben.

## Bevölkerungsentwicklung
| Jahr      | 1861  | 1881  | 1901  | 1921  | 1936  | 1951   | 1971   | 1991   | 2001   | 2019   | 2022   |
| --------- | ----- | ----- | ----- | ----- | ----- | ------ | ------ | ------ | ------ | ------ | ------ |
| Einwohner | 2.632 | 3.404 | 5.508 | 7.667 | 9.726 | 12.978 | 13.188 | 13.191 | 15.051 | 14.978 | 14.336 |

Quelle: ISTAT

## Politik
Carlo Martelli (FI) wurde im Juni 2006 zum Bürgermeister gewählt.
Sein Mitte-rechts-Bündnis stellte auch mit 12 von 20 Sitzen die Mehrheit im Gemeinderat.
Martelli und weitere Mitglieder der Stadtregierung wurden im Oktober 2008 wegen Verbindungen zur Mafiaorganisation ’Ndrangheta verhaftet. Seither wird die Gemeinde von einer vom Regionspräsidenten eingesetzten Kommission unter Leitung des kommissarischen Bürgermeisters Domenico Bagnato regiert.
Rosarno gilt als eine der Hochburgen der kalabrischen 'Ndrangheta. Einige wichtige Clans wie die Familien Bellocco und Pesce haben ihren Stützpunkt in Rosarno.
Nachdem am 7. Januar 2010 Jugendliche, darunter der Sohn eines 'Ndrangheta-Oberhaupts mit Luftgewehren auf von der Arbeit heimkehrende afrikanische Saisonarbeiter geschossen hatten und zwei Personen schwer verletzten, kam es zu schweren Unruhen zwischen Einwanderern und Teilen der einheimischen Bevölkerung, bei denen 67 Personen verletzt wurden und schwerer Sachschaden entstand. In der Folge wurde ein großer Teil der Einwanderer von der Polizei in Auffanglager von anderen süditalienischen Städten gebracht oder verließen auf eigene Faust die Stadt. In der Gegend um Rosarno wurden bis zu 5000 Immigranten überwiegend illegal als Saisonarbeiter in der Landwirtschaft eingesetzt. Obwohl sie nur einen Tageslohn von ungefähr 25 Euro bezahlt bekamen, mussten viele auch noch sogenanntes "Schutzgeld" an die 'Ndrangheta zahlen. Bereits 2008 informierte die Organisation Ärzte ohne Grenzen über die menschenunwürdige Unterbringung der Einwanderer.
Am 11. Januar 2010 fand in Rosarno eine Demonstration gegen Rassismus mit 5000 Teilnehmern, Einwohnern und Immigranten statt.

## Sehenswürdigkeiten
Im Ort steht eine Ruine einer Burg. Weiter sehenswert sind verschiedene Kirchen wie die „Rosenkranzkirche“, Kirche San Giovanni Battista oder die Kirche der Addolorata, sowie der kleine Glockenturm. Er befindet sich auf der Piazzetta San Giovanni Bosco und wurde 1812 von der Gemeindeverwaltung, Bürgermeister Fortunato Laghani, erbaut. In einer glücklichen Position als Hintergrund zur Hauptstraße, dem heutigen Corso Garibaldi, platziert, repräsentiert es das Wahrzeichen der Stadt. Sehenswert ist auch das Archaeological Museum of Medma.

## Persönlichkeiten
- Salvatore Settis (* 1941), Klassischer Archäologe und Kunsthistoriker
- Nicola Stilo (* 1956), Jazzmusiker